# Hans Schweikart
Hans Schweikart, född 1 oktober 1895 i Berlin, död 1 december 1975 i München, var en tysk filmregissör, teaterregissör, manusförfattare och skådespelare. Han var aktiv som skådespelare både inom film och teater från 1920-talet, bland annat vid Deutsches Theater, Berlin under Max Reinhardts ledning. 1938 debuterade han som filmregissör. Under 1940-talet regisserade han under press från den nazityska regimen bland annat propagandafilmen Kameraden och var stödmedlem (Förderndes Mitglied der SS) till SS. Schweikart var under flera decennier knuten till Münchner Kammerspiele. Han var ledare för teatern under åren 1947-1963, och engagerade bland annat Fritz Kortner till teatern, efter att denne levt i amerikansk exil under andra världskriget.
Schweikart skrev efter andra världskrigets slut kortromanen Es wird schon nicht so schlimm (ungefär Det kommer inte att bli så illa), vilken behandlade skådespelaren Joachim Gottschalks och hans judiska frus öde i Nazityskland. Romanen filmades 1947 och fick den svenska titeln Jag gifte mig med en judinna.

## Filmografi, regi
- 1939 – Befriade händer
- 1941 – Flickan från Fanö
- 1941 – Kameraden